# Get Weird
Get Weird е третият албум на британската група Литъл Микс, издаден през ноември 2015 г. Включва в себе си 12 музикални изпълнения, от него са излезли четири сингъла „Black Magic“, „Love Me Like You“, „Secret Love Song“ и „Hair“.

## Списък с песните

### Оригинален траклист
1. „Black Magic“ – 3:31
2. „Love Me Like You“ – 3:17
3. „Weird People“ – 3:31
4. „Secret Love Song“ (с Джейсън Деруло) – 4:09
5. „Hair“ – 3:29
6. „Grown“ – 2:36
7. „I Love You“ – 4:09
8. „OMG“ – 3:23
9. „Lightning“ – 5:12
10. „A.D.I.D.A.S.“ – 3:22
11. „Love Me or Leave Me“ – 3:26
12. „The End“ – 2:12

### Делукс издание
1. „I Won't“ – 3:17
2. „Secret Love Song, Pt. II“ – 4:26
3. „Clued Up“ – 4:06
4. „The Beginning“ – 1:33

### Японско издание
1. „Black Magic“ (акустика) – 3:29
2. „Love Me like You“ (коледен mix) – 3:30
3. „Dreamin' Together“ (Flower и Литъл Микс) – 4:56

### 2020 дигитално разширено издание
1. „Hair“ (със Шон Пол) – 3:55
2. „Hair (Wideboys remix)“ (със Шон Пол) – 3:48